# Lexus SC

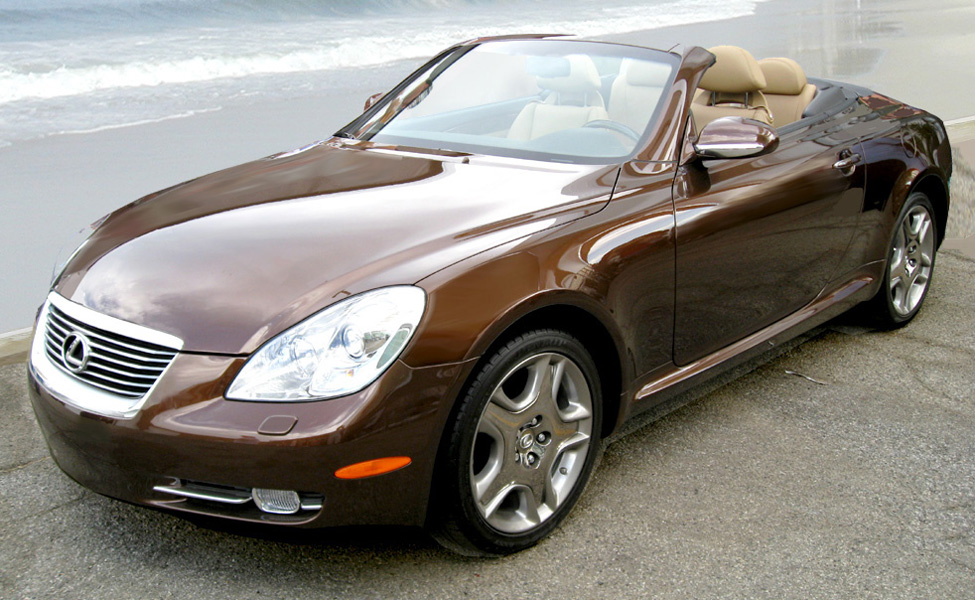
Lexus SC 430 de 2008

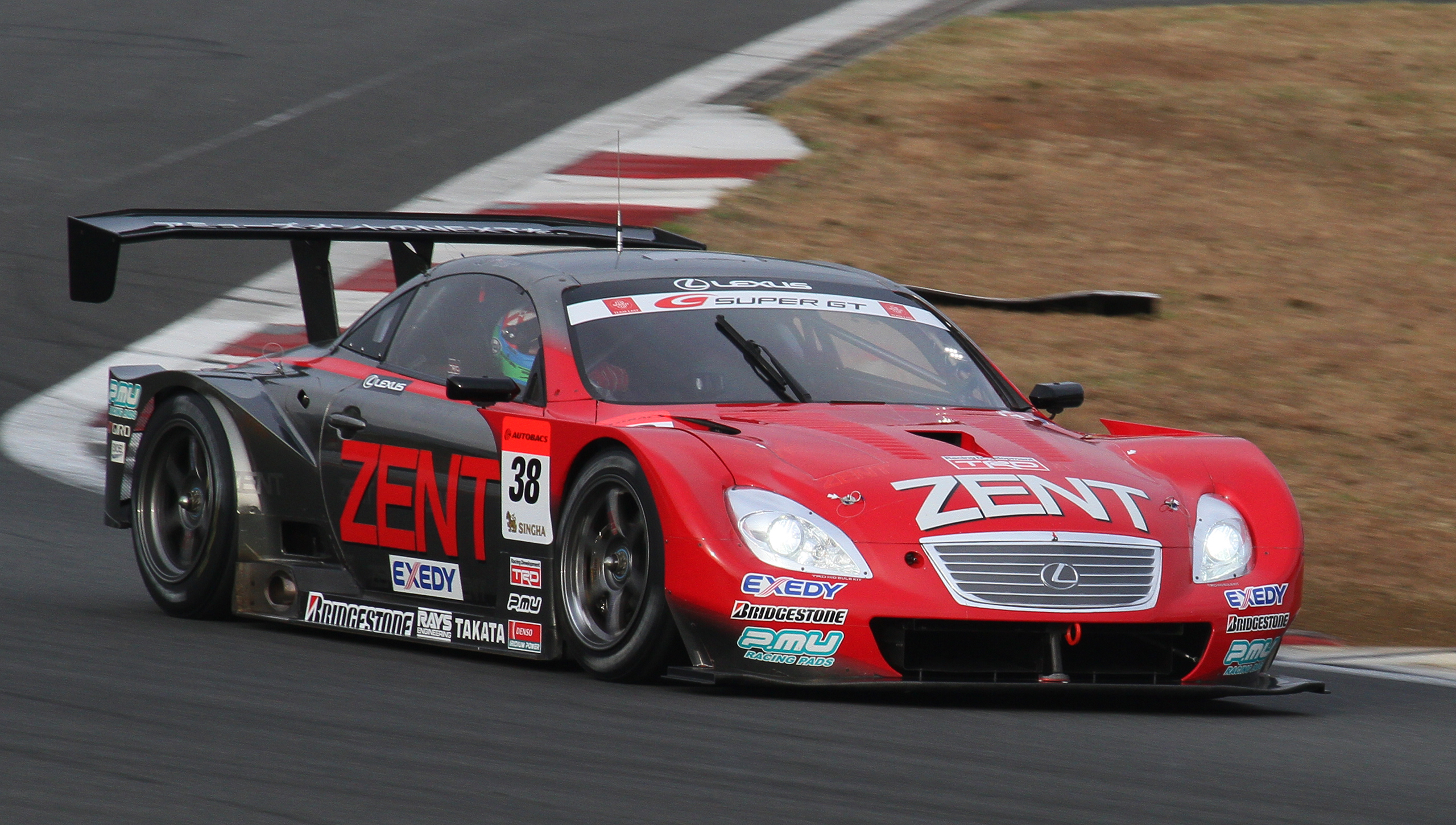
Lexus SC de Super GT

La Lexus SC est un coupé quatre places de luxe vendu par Lexus depuis 1991. La SC a son moteur installé à l'avant et une transmission arrière (propulsion). La première génération de la Lexus SC a été introduite en 1991 avec un moteur V8 sous la dénomination SC 400 puis plus tard avec un 6 cylindres en lignes sous le nom de SC 300. Tous les deux ont été produits jusqu'à son remplacement en 2000 par la SC 430 qui sortit un an après. La SC 430 a comme nouveauté le fait d'avoir un toit découvrable, elle devient donc un coupé cabriolet. Mais elle maintient son V8 qui a été remanié et amélioré. La première génération a été dessinée principalement en Californie et la seconde dans les studios de création en Europe.
Au Japon, la Toyota Soarer de troisième génération possède une conception identique à la première génération de la Lexus SC ; en effet une majorité des composants et la carrosserie sont identiques. La quatrième génération de la Soarer, complètement identique à la SC 430 a été remplacée par son équivalente Lexus au Japon quand les Lexus ont été mises sur le marché japonais en 2005. La SC était l'unique coupé dans la gamme Lexus jusqu'à l'arrivée de la Lexus IS C. Elle a un prix de base de 
66 805 $ aux États-Unis et de 78 300 € en France,.

## Première génération (1992 - 2001)
Lors de l'été 1990, soit un an après le début prospère de Lexus, Toyota a décidé de travailler sur un coupé Lexus de taille moyenne afin de pouvoir concurrencer les coupés de luxe d'autres marques telles que Mercedes-Benz et Acura. À ce point, Toyota n'avait pas de vrai coupé de luxe à l'époque. La version japonaise de la Toyota Soarer a ainsi été sélectionnée pour servir de base au coupé Lexus, un peu comme la Lexus ES était construite sur la base d'une Toyota Camry. Surtout destiné au marché américain, ce projet a été pris en main par le Centre de recherche de Calty en Californie.
L'équipe de design de Calty a utilisé une approche révolutionnaire pour concevoir la voiture, ils ont utilisé une technologie en 3 dimensions au lieu de la conception habituelle en 2D. Comme décrit par les designers chefs Denis Campbell et Erwin Lui, le résultat a été une voiture qui est plus basée sur les “émotions et les sentiments” que sur l'esthétique. Le design de ce coupé se distinguait par une ligne fluide dépourvue d'angles vifs. Elle affiche ainsi un coefficient de traînée Cx de 0.31, un bon résultat pour l'époque. Certaines critiques ont à l'époque porté sur le fait que ce design sortait un peu des conventions de cette catégorie plutôt conservatrice. Son design a pourtant largement influencé le développement des véhicules qui ont suivi.
- [vidéo] « Vidéo du concessionnaire de la Lexus SC 400 (mai 1991) », sur YouTube 3 minutes après le début, la vidéo montre des débats des employés de Calty qui discutent de comment la voiture a été conçue.

La vente du SC 400 a commencé le 1er juin 1991 aux États-Unis en tant que millésime 1992. Le V8 4,0 L 1UZ-FE, le même que celui qui est utilisé dans la Lexus LS 400 et qui aurait coûté 400 000 000 $ en frais de développement. La SC 400 a reçu le titre Motor Trend de véhicule d'importation de l'année en 1992. Elle a aussi fait partie de la Ten Best list de Car and Driver magazine de 1992 jusqu'à 1998.

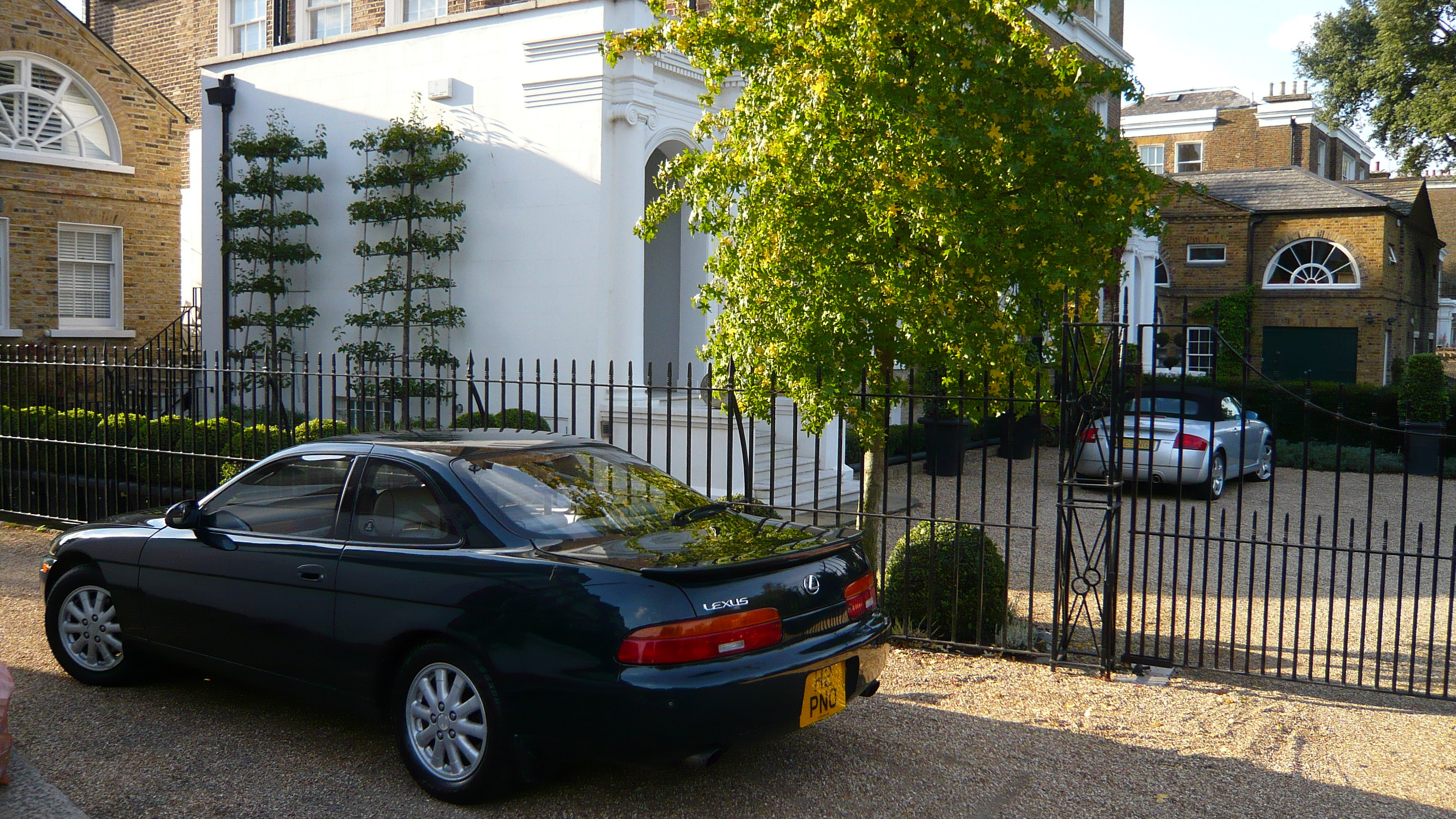
Arrière d'une Lexus SC 400

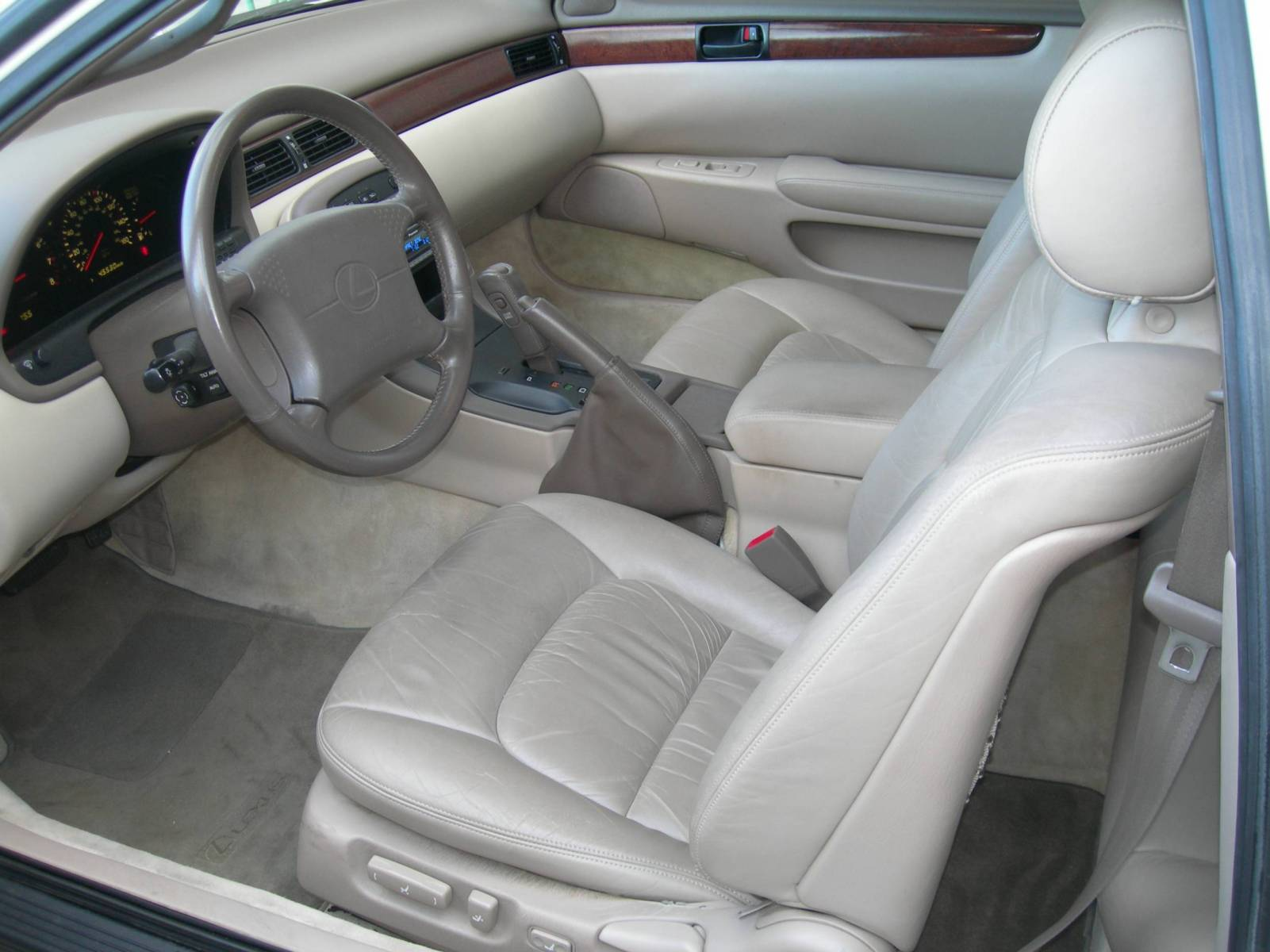
Intérieur d'une SC 400 pré-facelift

En juillet 1992, la SC 300, une version moins motorisée que la SC 400 est présentée aux États-Unis. La SC 300 était équipée d'un moteur 3,0 L avec 6 cylindres en ligne 2JZ-GE. En comparaison avec la SC 400, la version trois litres coute 7 040 $ de moins avec une boîte manuelle et 4 180 $ si équipée d'une boîte automatique, le prix de base de la SC 300 étant de 31 650 $. Le système de contrôle de traction Lexus, le “TRC” était disponible en option.
La première génération de la SC est restée en production jusqu'au 7 juillet 2000, soit neuf années après son lancement, cette longue durée de production peut être expliquée par son design avancé pour l'époque. Cette durée de renouvellement est très longue en comparaison avec les autres modèles sur le marché qui étaient en général redessinés tous les quatre ou cinq ans. Même si le cycle de renouvellement a été long, Lexus a réalisé quelques changements mineurs lors de son facelift : des nouveaux feux arrière et un aileron arrière modifié. Une nouvelle calandre, un nouveau pare-chocs avant et des nouveaux déflecteurs ont été installés en 1997.
Les moteurs de 1991-1992 avaient une puissance de 225 ch et 285 N m pour la SC 300 et 250 ch et 352 N m pour la SC 400. En 1996, la puissance de la SC 400 est portée à 260 ch. À partir de 1998, les deux moteurs bénéficient de la technologie VVT-i qui augmente la puissance de la SC 400 à 290 ch pour 407 N m et celle de la SC 300 à 235 ch pour 298 N m. Les tests ont révélé une accélération de 0 à 100 km/h en 6,6 secondes pour la SC 400 et en 7,9 secondes pour la SC 300. En comparaison, la version originale de 1992 de la SC 400 accélérait de 0 à 100 km/h en 6,9 secondes d'après les données constructeur, soit trois dixièmes de plus.
La première génération de la SC disposait d'une boîte automatique 4 rapports autant sur les SC 300 que sur les SC 400 jusqu'en 1998 lorsque la SC a reçu une boîte automatique 5 rapports. Une boîte manuelle 5 vitesses était disponible sur la SC 300 depuis sa sortie jusqu'en 1997. Peu diffusée à l'époque, elle est aujourd'hui rare et profite à sa cote d'occasion, parfois plus élevée que ses équivalents en boîte automatique.
La Lexus SC 400 n'a jamais été officiellement vendue au Royaume-Uni, mais certaines ont été importées outre-Atlantique à titre personnel.
Les Lexus SC de première génération ont toutes été assemblées à l'usine Toyota de Motomatchi au Japan.

## Deuxième génération (2001-2010)
Lexus montra la nouvelle version de son cabriolet sportif, le SC 430, au Mondial de l'automobile de Paris en 2000 et la voiture entra en production en mars de l'année suivante. La puissance était délivrée par un moteur V8 3UZ-FE de 4,3 litres de cylindrée avec distribution variable (VVT-i) couplé à une boîte automatique à cinq rapports. Le moteur est identique à celui trouvé dans la nouvelle Lexus LS. Le V8 présent dans la SC 430 est capable de produire 288 chevaux ainsi que 430 N m de couple permettant au coupé de passer de 0 à 100 km/h en 6,2 secondes.
Les designers Lexus d'Europe et du Japon ont travaillé ensemble pour réaliser un coupé élégant avec un design épuré. La voiture possède un toit rétractable en aluminium, un intérieur en cuir et des jantes en alliage 18". Il est techniquement possible de déplacer 4 personnes mais l'espace aux jambes arrière est extrêmement réduit. Elle est dotée de série de boiseries en noyer ou en érable, un système audio Mark Levinson, un système de navigation DVD ainsi que les nettoyeurs de phares haute-pression. Le prix de base aux États-Unis était de 63 825 $.

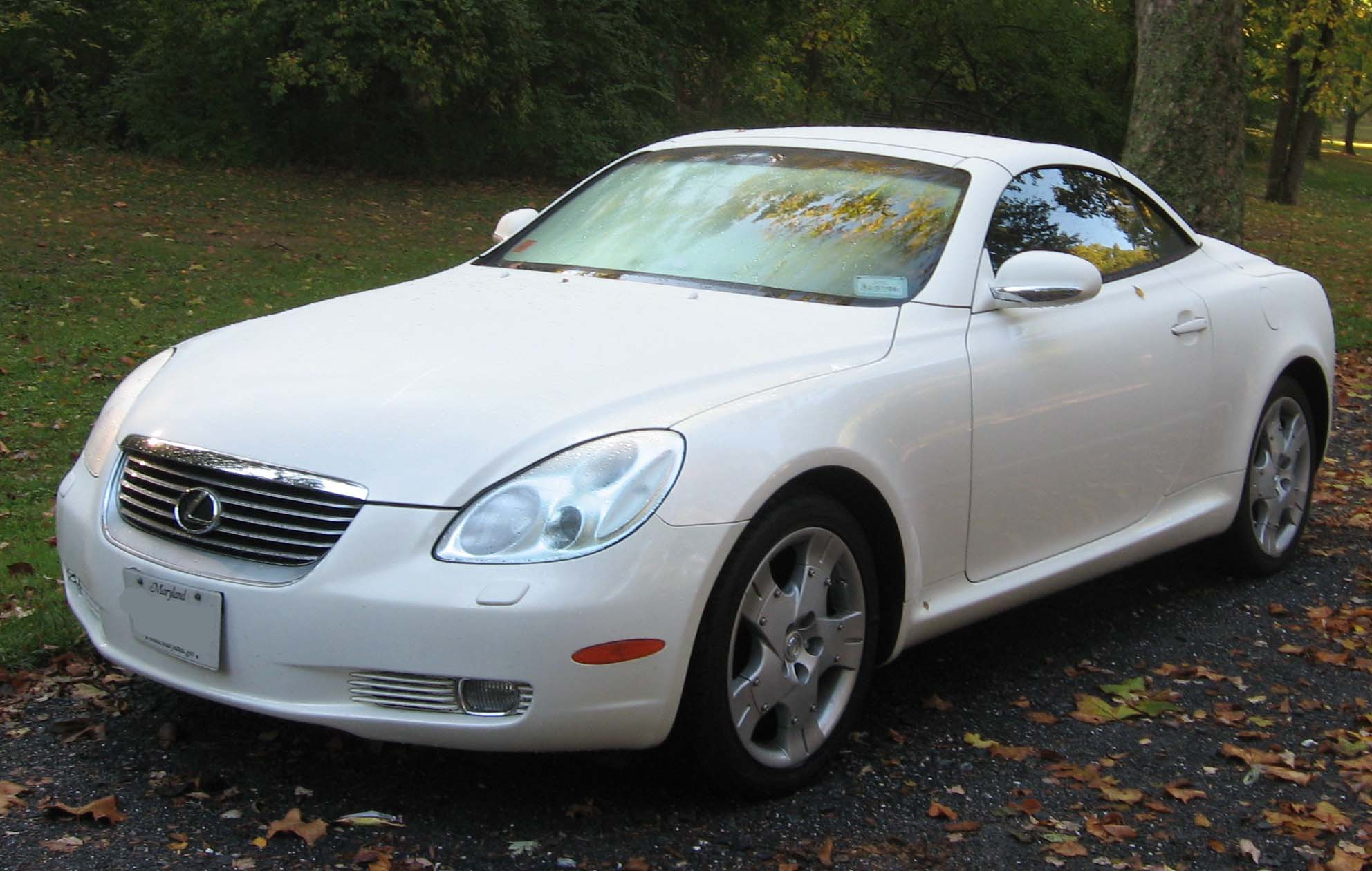
Lexus SC 430 avant facelift avec le toit rigide fermé.

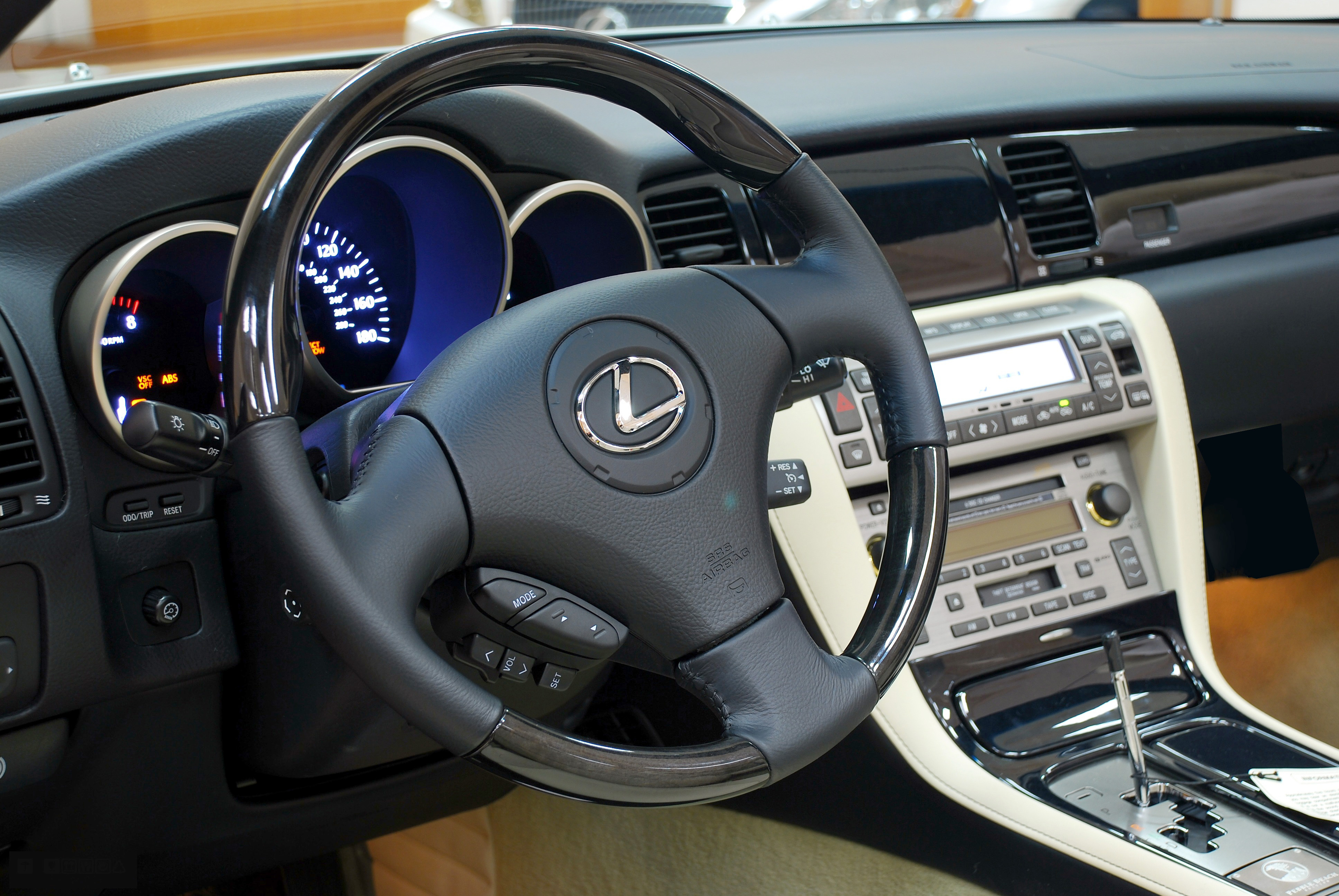
Intérieur de la “Pebble Beach Edition” de 2008.

En 2004, Lexus a introduit une version spéciale limitée de la SC, la "Pebble Beach Edition". L'édition spéciale était produite en partenariat avec l'entreprise "Pebble Beach Company" qui proposait une teinte intérieur et extérieure spéciale, variant elle aussi toutes les années. De 2004 à 2006, la production de la Pebble Beach était limitée à 400 exemplaires par an. Chaque exemplaire arborait des monogrammes (reprenant le cyprès de Pebble Beach) sur les ailes avant, la console centrale et les tapis de sol. Pour le modèle 2006, un spoiler arrière ainsi que des jantes en alliage "spider" étaient aussi inclus.
Les critiques du magazine américain Car and Driver ont déclaré le SC 430 en 2002 comme étant "un franc succès", la décrivant comme "confortable, rapide, fluide et silencieuse" avec "toutes les vertus attendues d'un roadster". Contrairement au présentateur Jeremy Clarkson de Top Gear qui la décrivait comme "disgracieuse", ayant des pneus standard de mauvaise qualité et lui donnèrent le trophée de "annual wooden spoon" (cuillère en bois de l'année) en 2003.
En juin 2004, une version désignée par Carolina Herrera a été exposée au Salon de l'Automobile de Madrid de 2004. Elle était présentée dans une couleur de carrosserie spéciale nommée 'Testa di Moro' avec un intérieur cuir et des tapis dans une couleur proche tout comme les logos sur les jantes et les poignées de portes. Une ligne d'accessoires a aussi été développée pour la voiture.
Jusqu'en 2010, la production de la SC 430 se faisait à l'usine d'assemblage de Kanji (Kanto Jidosha) au Japon. Elle a été commercialisée en Amérique du Nord, en Europe, en Océanie et en Asie.

## Troisième génération
D'après un article publié dans le magazine automobile américain Car and Driver, Lexus est en train de travailler à partir d'une "feuille blanche" afin de refaire le SC; celui-ci possèderait un toit souple à la place du toit rigide utilisé actuellement.
En juillet 2008, le site Edmunds InsideLine a rapporté que Lexus a annulé la création du prochain SC à cause du ralentissement des ventes du modèle. En réponse, un porte-parole de Toyota n'a ni confirmé ni démenti les rumeurs mais a indiqué que le remplacement de la SC par le concept car Lexus LFA n'est qu'une "spéculation non fondée". Lexus a annoncé par la suite le prolongement de la production de la Lexus SC 430 en 2009.

### Sport automobile
Chronologie des modèles (2006 - 2013)
Toyota Supra JGTC Lexus LF-CC

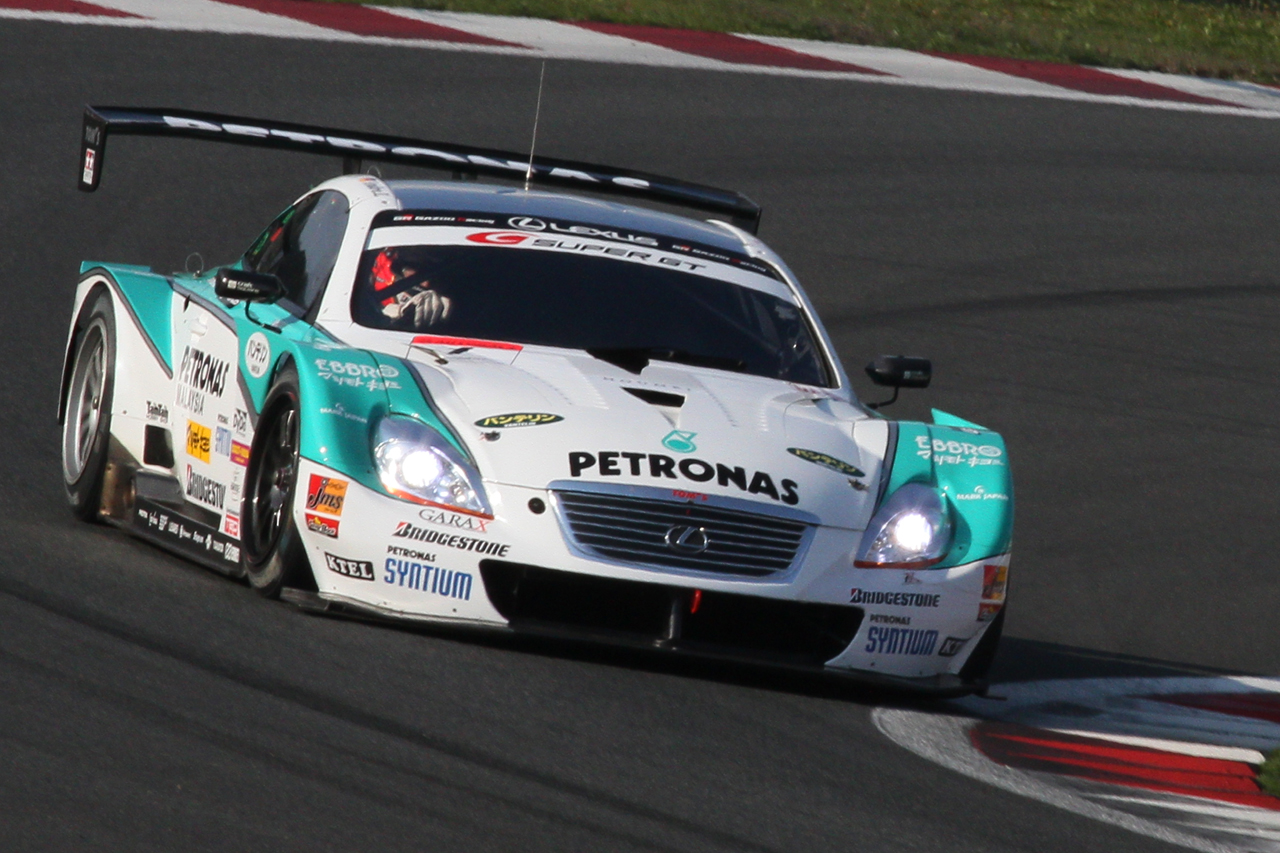
Lexus SC430 du team TOM'S tenante du titre en 2010.

En 2006, la SC 430 a été introduite dans des courses Super GT dans la catégorie GT500 (pour les voitures d'environ 500 chevaux). Complètement modifiée par rapport à un véhicule de série, le moteur utilisé est une version modifiée de celui de serie de la SC 430 (3UZ-FE), un V8 qui était aussi utilisé dans la Toyota Supra utilisée en course lors des années précédentes.
Les nouvelles voitures basées sur la SC 430 ont été immédiatement compétitives, pilotées par l'ancien champion Juichi Wakisaka et André Lotterer ont conduit la SC de l'Open Interface Toyota Team Tom's à la victoire lors de la première course Suzuka, donnant à la SC 430 une première victoire lors de la première course.
Juichi Wakisaka et Andre Lotterer ont aussi gagné le championnat GT500 pendant la même année. En 2007, Lexus SC remplace complètement les Toyota Supra dans l'équipe Toyota, une SC 430 sponsorisée par Zent Cerumo et pilotée par Yuji Tachikawa a fait gagner l'équipe lors du tour d'ouverture de la compétition GT500.

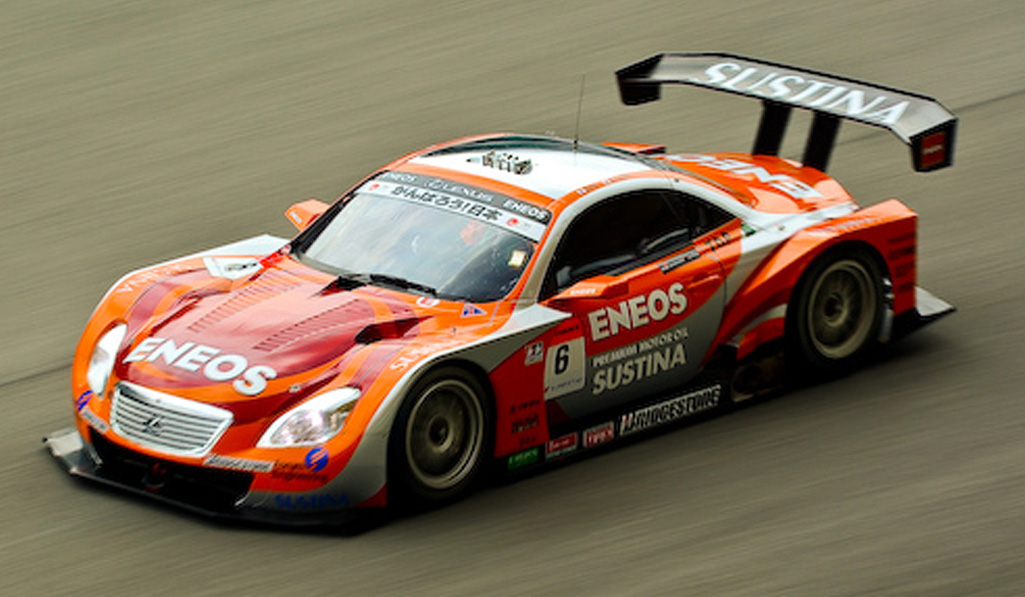
SC430 du Team LeMans en 2011
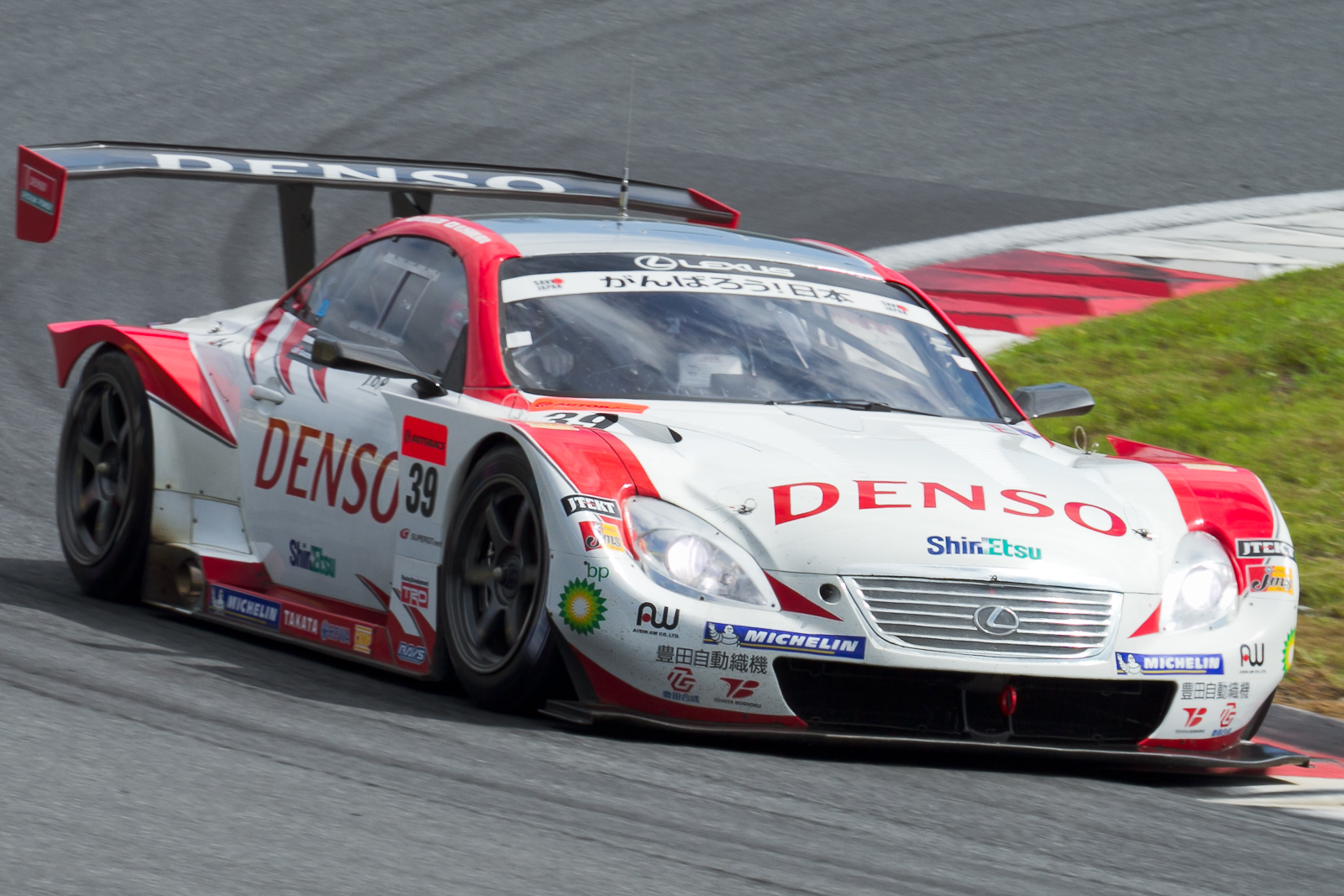
SC430 du team SARD en 2011
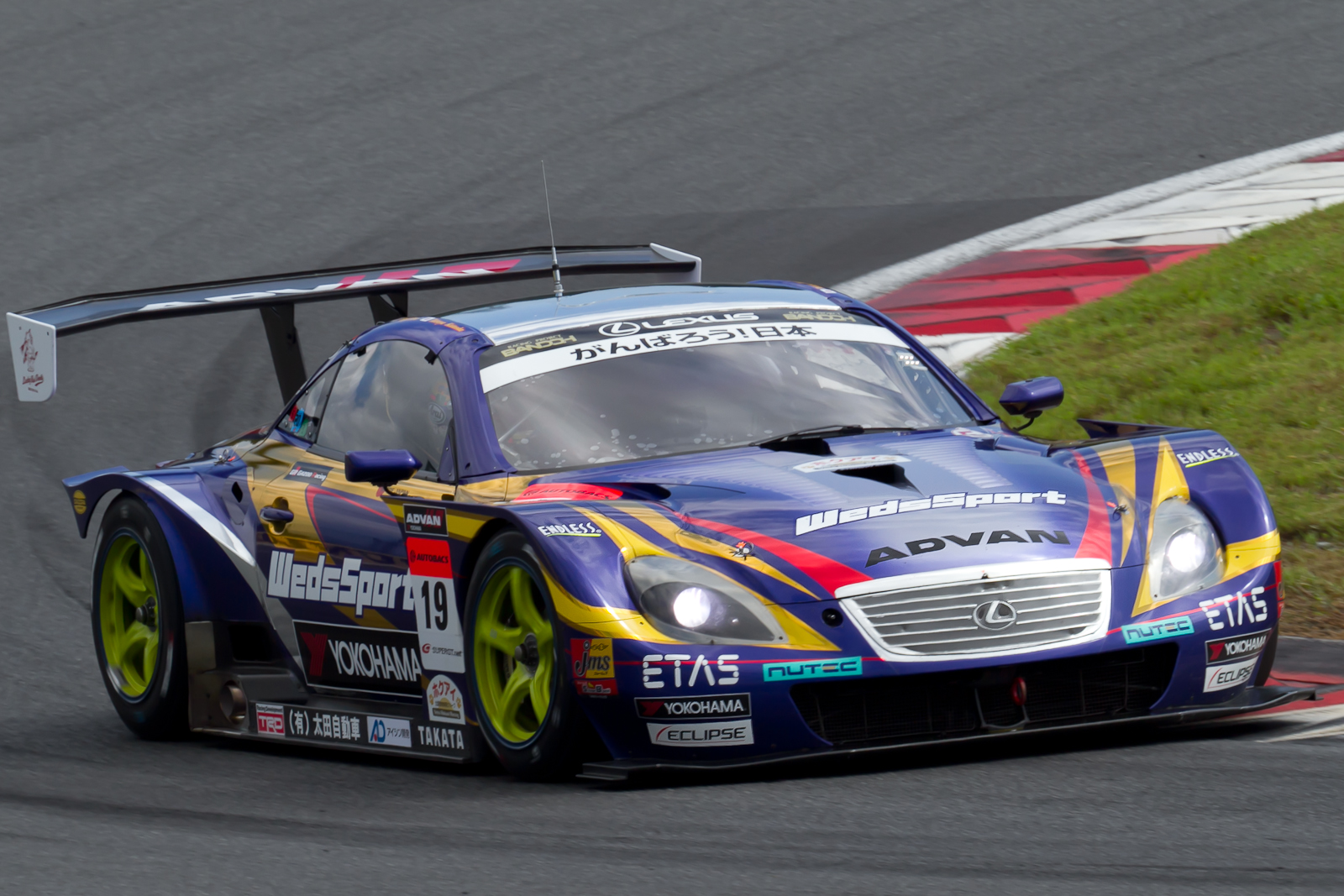
SC430 WedsSport en 2011
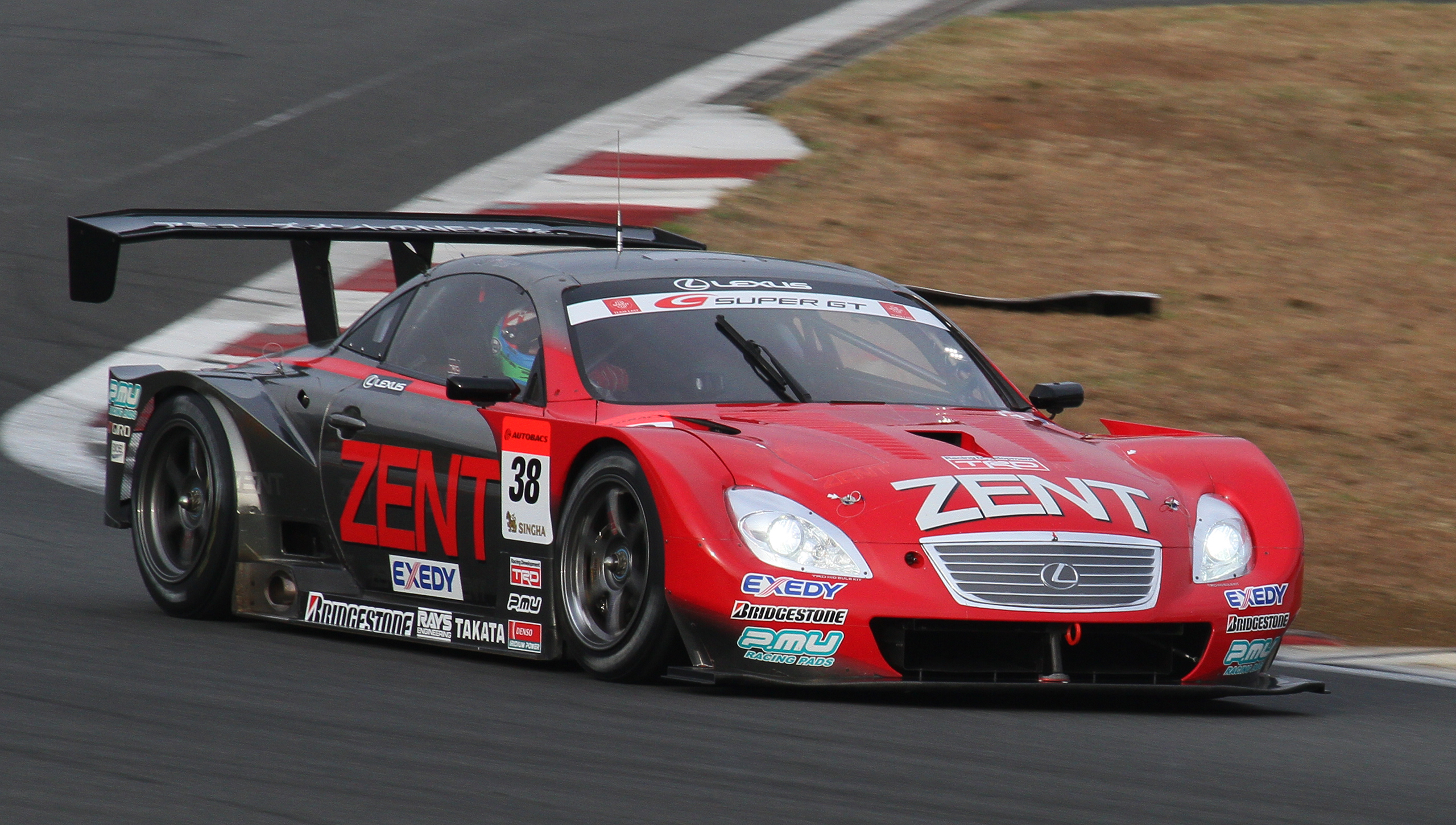
SC430 du team Cerumo en 2010

## Chiffres de vente
Chiffres de vente annuels de la Lexus SC, selon les données constructeur:
| Génération  | Modèle     | Année | Ventes aux États-Unis |
| ----------- | ---------- | ----- | --------------------- |
| UZZ31/JZZ31 | SC 400/300 | 2000  | 631                   |
| UZZ40       | SC 430     | 2001  | 14 333                |
| UZZ40       | SC 430     | 2002  | 14 462                |
| UZZ40       | SC 430     | 2003  | 10 298                |
| UZZ40       | SC 430     | 2004  | 9 708                 |
| UZZ40       | SC 430     | 2005  | 8 360                 |
| UZZ40       | SC 430     | 2006  | 5 847                 |
| UZZ40       | SC 430     | 2007  | 3 927                 |
| UZZ40       | SC 430     | 2008  | 1 986                 |
| UZZ40       | SC 430     | 2009  | 720                   |